# 에네코 보베다
에네코 보베다 알투베(스페인어: Eneko Bóveda Altube, 1988년 12월 14일, 바스크 주 빌바오 ~)는 스페인의 프로 축구 선수로, 포지션은 우측 수비수나 중앙 수비수로 활약하고 있다.
그는 아틀레틱 빌바오에서 현역 생활을 시작하여 에이바르에서 4년을 보내고 친정에 복귀했다.

## 클럽 경력

### 아틀레틱 빌바오
보베다는 비스카이아 도 빌바오 출신으로, 아틀레틱 빌바오의 유명한 레사마의 졸업생이다. 그는 2006-07 시즌에 테르세라 디비시온에 속한 위성 구단 소속으로 성인 무대 신고식을 치렀고, 2008년 여름에 세군다 디비시온 B에 소속된 2군으로 승격되었다.
보베다는 2009년 4월 26일, 2-1로 이긴 라싱 산탄데르와의 안방 경기에서 70분에 다비드 로페스와 교체되어 1군이자 라 리가 첫 경기를 치렀다. 그러나, 그 후에도 그는 시즌 대부분을 2군 선수로 보냈다.

### 에이바르
2011년 7월 1일, 보베다는 또다른 3부 리그 구단인 이웃 에이바르에 입단했다. 그는 2012-13 시즌에 부동의 주전으로 활약했는데, 총포공은 4년 만에 다시 세군다 디비시온 무대를 밟았다.
보베다는 1-2로 패한 테네리페와의 2014년 4월 13일 안방 경기에서 첫 프로 무대 골맛을 보았다. 그는 이 시즌에 18번의 경기에 출장했는데, 소속 구단은 사상 처음으로 1부 리그에 승격되었다.
2014년 10월 25일, 보베다는 스페인 1부 리그에서 처음으로 골망을 흔들었는데, 소속 구단의 그의 골 덕에 그라나다와 안방에서 1-1로 비겼다.

### 아틀레틱 복귀
보베다는 2015년 7월 1일에 에이바르와의 계약 연장을 거절하고 아틀레틱으로 복귀했다. 그 다음 달, 그는 바르셀로나와의 수페르코파 데 에스파냐 두 경기에 모두 출전하여 승리했다. 그는 1년차와 2년차에 모두 불규칙적으로 기용되었지만, 유용한 자원으로 분류되어 측면과 중앙 수비를 모두 맡았다.
2018년 1월 17일, 시즌 끝에 계약 만료가 임박하고 그리 많은 경기에 출장하지 못한 보베다는 계약 연장 제의를 받지 않은 것으로 밝혀졌다.

### 데포르티보
2018년 1월 22일, 보베다는 같은 1부 리그에 속한 데포르티보로 이적해 갈리시아 연고 구단과 2020년 여름까지 계약하면서 현역 신고식을 치른 이래 처음으로 고향 바스크를 떠났다. 그는 3년 동안 두 번 강등되는 굴욕을 맛보았다.

## 국가대표팀 경력
보베다는 어느 연령대로든 스페인을 대표로 출전한 적이 없다. 다만, 그는 바스크 대표팀 일원으로 비공식 경기에 출전한 적이 있다.

## 경력 통계

### 클럽
2021년 3월 14일 기준
| 구단            | 시즌        | 리그              | 리그 | 리그 | 컵   | 컵 | 대륙 | 대륙 | 기타 | 기타 | 합계 | 합계 |
| 구단            | 시즌        | 리그명            | 출장 | 골   | 출장 | 골 | 출장 | 골   | 출장 | 골   | 출장 | 골   |
| --------------- | ----------- | ----------------- | ---- | ---- | ---- | -- | ---- | ---- | ---- | ---- | ---- | ---- |
| 빌바오 아틀레틱 | 2008–09     | 세군다 디비시온 B | 16   | 0    | —    | —  | —    | —    | —    | —    | 16   | 0    |
| 빌바오 아틀레틱 | 2009–10     | 세군다 디비시온 B | 14   | 0    | —    | —  | —    | —    | —    | —    | 14   | 0    |
| 빌바오 아틀레틱 | 2010–11     | 세군다 디비시온 B | 29   | 0    | —    | —  | —    | —    | —    | —    | 29   | 0    |
| 빌바오 아틀레틱 | 합계        | 합계              | 59   | 0    | 0    | 0  | 0    | 0    | 0    | 0    | 59   | 0    |
| 아틀레틱 빌바오 | 2008–09     | 라 리가           | 2    | 0    | 0    | 0  | —    | —    | —    | —    | 2    | 0    |
| 아틀레틱 빌바오 | 2009–10     | 라 리가           | 1    | 0    | 0    | 0  | —    | —    | —    | —    | 1    | 0    |
| 아틀레틱 빌바오 | 합계        | 합계              | 3    | 0    | 0    | 0  | 0    | 0    | 0    | 0    | 3    | 0    |
| 에이바르        | 2011–12     | 세군다 디비시온 B | 27   | 1    | 2    | 0  | —    | —    | 2    | 0    | 31   | 1    |
| 에이바르        | 2012–13     | 세군다 디비시온 B | 33   | 1    | 5    | 0  | —    | —    | 6    | 0    | 44   | 1    |
| 에이바르        | 2013–14     | 세군다 디비시온   | 18   | 1    | 0    | 0  | —    | —    | —    | —    | 18   | 1    |
| 에이바르        | 2014–15     | 라 리가           | 35   | 2    | 2    | 0  | —    | —    | —    | —    | 37   | 2    |
| 에이바르        | 합계        | 합계              | 113  | 5    | 9    | 0  | 0    | 0    | 8    | 0    | 130  | 5    |
| 아틀레틱 빌바오 | 2015–16     | 라 리가           | 23   | 0    | 3    | 0  | 9    | 0    | 2    | 0    | 37   | 0    |
| 아틀레틱 빌바오 | 2016–17     | 라 리가           | 19   | 0    | 3    | 0  | 1    | 0    | —    | —    | 23   | 0    |
| 아틀레틱 빌바오 | 2017–18     | 라 리가           | 6    | 0    | 0    | 0  | 2    | 0    | —    | —    | 8    | 0    |
| 아틀레틱 빌바오 | 합계        | 합계              | 48   | 0    | 6    | 0  | 12   | 0    | 2    | 0    | 68   | 0    |
| 아틀레틱 빌바오 | 빌바오 합계 | 빌바오 합계       | 51   | 0    | 6    | 0  | 12   | 0    | 2    | 0    | 71   | 0    |
| 데포르티보      | 2017–18     | 라 리가           | 8    | 0    | 0    | 0  | —    | —    | —    | —    | 8    | 0    |
| 데포르티보      | 2018–19     | 세군다 디비시온   | 20   | 0    | 1    | 0  | —    | —    | 3    | 0    | 24   | 0    |
| 데포르티보      | 2019–20     | 세군다 디비시온   | 31   | 1    | 1    | 0  | —    | —    | —    | —    | 32   | 1    |
| 데포르티보      | 2020–21     | 세군다 디비시온 B | 10   | 1    | 2    | 0  | —    | —    | —    | —    | 12   | 1    |
| 데포르티보      | 합계        | 합계              | 69   | 2    | 4    | 0  | 0    | 0    | 3    | 0    | 76   | 2    |
| 경력 합계       | 경력 합계   | 경력 합계         | 292  | 7    | 19   | 0  | 12   | 0    | 13   | 0    | 336  | 7    |

1. 1 2 3  승격 플레이오프전 출장 경기 기록 포함
2. 1 2 3  유로파리그 출장 경기 기록 포함
3. ↑  수페르코파 데 에스파냐 출장 경기 기록 포함

## 수상
에이바르
- 세군다 디비시온: 2013–14[5]

아틀레틱 빌바오
- 수페르코파 데 에스파냐: 2015[9]